# Stefano Cagna
Stefano Cagna (Ormea, 25 dicembre 1901 – Cieli del Mediterraneo, 1º agosto 1940) è stato un generale e aviatore italiano.
Generale di brigata aerea della Regia Aeronautica, combatté nella seconda guerra mondiale e fu decorato con la medaglia d'oro al valore militare alla memoria.

## Biografia
Soprannominato "Stuin" (Stefanino), si arruolò come ufficiale nella Regia Marina e conseguì il brevetto di pilotaggio su idrovolanti. Nel 1927 venne assegnato al Centro Sperimentale Idrovolanti di Vigna di Valle nel comune di Bracciano (Roma), presso l'omonimo lago dove ebbe modo di distinguersi per la bravura, tanto che il segretario di Stato all'aviazione Italo Balbo, lo volle come istruttore per perfezionarsi al pilotaggio degli idrovolanti. Il potente quadrumviro rimase colpito dalle doti del giovane tenente e da allora ripose sempre la massima fiducia in lui, come pilota e come collaboratore, assegnandogli importanti incarichi e scegliendolo come copilota in tutte le imprese aviatorie che li avrebbero visti di lì a poco protagonisti. Dal 24 aprile al 7 maggio prese parte come secondo pilota del Savoia-Marchetti S.55 con Pier Luigi Penzo ad un volo d'ispezione nel Mediterraneo, effettuato con Italo Balbo.

### Le "Crociere"
L'anno dopo infatti, nel 1928, Balbo incaricò Cagna di studiare la fattibilità e predisporre il necessario per il compimento della Crociera aerea del Mediterraneo occidentale da svolgere dal 26 maggio al 2 giugno con una formazione di SIAI S.9 bis e Savoia-Marchetti S.55 per un totale di 61 aerei. Il raid fu realizzato lungo una rotta con partenza e arrivo a Orbetello, coprendo 2804 chilometri in formazione e toccando vari punti della penisola iberica.. Si trattò della prima di una serie di prestigiose imprese, con le quali si voleva impressionare la comunità internazionale circa le capacità della giovane aeronautica italiana. A differenza di quanto accadeva nelle trasvolate solitarie, in cui singoli equipaggi completavano lunghi percorsi in sfide che esaltavano maggiormente il coraggio dei singoli, il capo della Regia Aeronautica preferì organizzare "trasvolate di flotta", in cui un numero consistente di aerei da lui in persona comandati in volo, percorrevano lunghe tratte a dimostrazione dei progressi della tecnica e della affidabilità delle soluzioni aeronautiche italiane. In queste trasvolate, Balbo volle sempre con sé Cagna come copilota e prezioso aiuto nella organizzazione.

### Il soccorso alla "tenda rossa"
Rientrati dalla trasvolata mediterranea, Balbo decise di inviarlo come copilota del già celebre trasvolatore Umberto Maddalena su di un Savoia-Marchetti S.55A al soccorso del generale Umberto Nobile, precipitato sulla banchisa polare artica il 25 maggio e rifugiato con alcuni sopravvissuti nella celebre "tenda rossa" dopo il disastro del dirigibile Italia. I due, guidati da terra dai naufraghi per mezzo di un rudimentale sistema via radio, riuscirono, pur tra grandi difficoltà dovute alle condizioni meteorologiche, a trovare e rifornire gli esploratori prigionieri dei ghiacci, consentendogli di sopravvivere fino al 12 luglio, data di arrivo del rompighiaccio Krassin che li trasse in salvo.
Dopo questa impresa, gli fu conferita la medaglia d'oro al valore aeronautico e venne transitato con il grado di tenente nella Regia Aeronautica. Italo Balbo lo volle con sé come aiutante di volo e in tutte le successive imprese di trasvolata dell'Oceano Atlantico come copilota: la Crociera aerea transatlantica Italia-Brasile e la Crociera aerea del Decennale.
Il 1º ottobre 1933 il Tenente Colonnello Cagna fu il primo comandante dello Stormo Sperimentale da Bombardamento Marittimo (che poi diventa 31º Stormo) dell'Idroscalo di Orbetello fino al 20 novembre 1933.
Dal giugno 1936 il Colonnello Cagna comanda il 15º Stormo fino all'aprile 1939.

### Generale di brigata aerea
Nel 1938, Cagna aiutò Balbo a creare il primo reparto di paracadutisti dell'esercito italiano, i Fanti dell'Aria, nell'aeroporto di Castel Benito di cui Cagna stesso era responsabile.
Fu nominato capo dell'aeronautica in Libia e nominato generale di brigata aerea il 16 marzo 1939 a soli 37 anni, il più giovane generale d'Italia. Lasciò la Libia nel 1940 quando accettò l'incarico di riorganizzare l'aviazione civile, con ciò separandosi da Balbo per la prima volta nella carriera.
Dopo l'entrata dell'Italia nella seconda guerra mondiale il 10 giugno 1940 e la morte di Balbo, abbattuto nei cieli di Tobruk in un episodio di "fuoco amico" dalla contraerea italiana il 28 giugno dello stesso anno, ritornò all'impiego operativo quando gli venne affidato il comando della X Brigata Aerea Bombardamento Terrestre "Marte" con sede Cagliari Elmas equipaggiata con i trimotori da bombardamento Savoia-Marchetti S.M.79.

### La morte nei cieli del Mediterraneo
Al comando della sua Brigata di bombardieri, si impegnò in prima persona a fondo volando nelle prime rischiose operazioni di contrasto ai convogli britannici nel Mediterraneo organizzati per rifornire Malta.
Il 1º agosto 1940, tutte le navi britanniche del Mediterraneo si coordinarono per mettere in atto l'operazione Hurry, il cui intento era far giungere 12 caccia Hawker Hurricane a Malta per rinforzare le capacità difensive dell'isola. Il generale Cagna attaccò con il suo S.M.79 le navi provenienti da Gibilterra, ma al largo delle isole Baleari il suo aereo, sceso alla quota di 2.500 metri per centrare più efficacemente le navi nemiche, fu colpito dalla violenta reazione contraerea e precipitò in mare uccidendo lui e tutto il suo equipaggio, di cui facevano parte il colonnello Nello Capanni (nato a Castelnovo ne' Monti - Reggio Emilia - il 22 ottobre 1902) e il sottotenente Guglielmo Pallavicini (nato a Parigi il 14 aprile 1914). Nella stessa formazione fu abbattuto anche il S.M. 79 pilotato dal maggiore Guido Spolverato, nato a Vo' (Padova) il 12 maggio 1909.

## Dediche e riconoscimenti

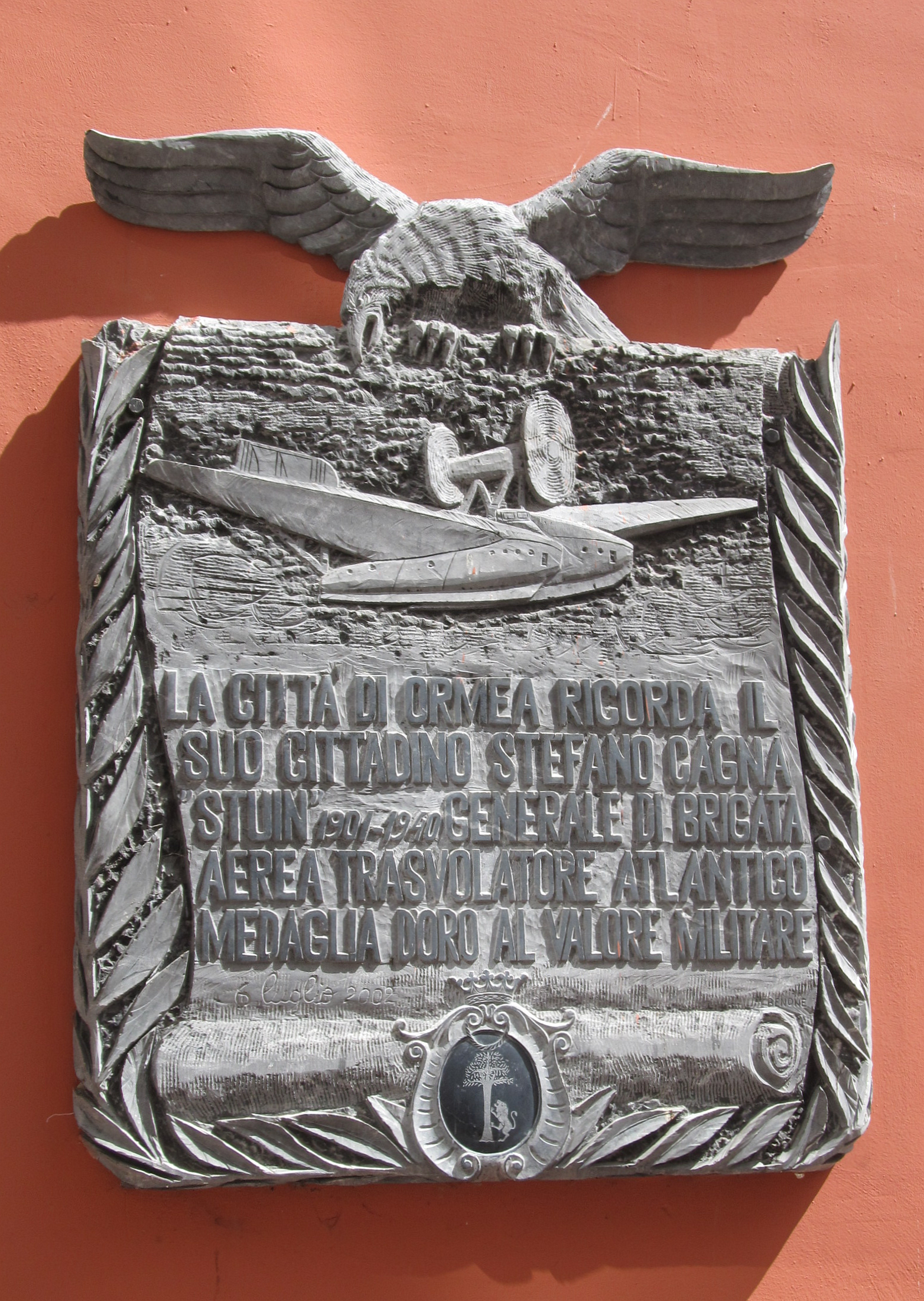
Lapide a Ormea

Al generale Stefano Cagna è ora intitolato il 15º Stormo dell'Aeronautica Militare con base l'aeroporto di Cervia-Pisignano. Il portale web dell'Aeronautica Militare ha proposto una pagina, intitolata "I grandi aviatori", dove vengono citate le maggiori personalità storiche dell'aviazione italiana, ponendo Cagna tra di esse.
La sua città natale, Ormea, ha dedicato al suo illustre cittadino un viale nel centro cittadino e anche un monumento in suo onore.
La città di Cagliari ha dedicato al generale Cagna una strada adiacente a una zona militare della Regia Aeronautica Militare.